# ديبورا هولاند
ديبورا هولاند (بالإنجليزية: Deborah Holland)‏ هي مغنية مؤلفة وملحنة ومغنية وعازفة قيثارة أمريكية، ولدت في 16 أغسطس 1954 في فيلادلفيا في الولايات المتحدة.

## وصلات خارجية
- ديبورا هولاند على موقع ميوزك برينز (الإنجليزية)
- ديبورا هولاند على موقع أول ميوزيك (الإنجليزية)
- ديبورا هولاند على موقع ديسكوغز (الإنجليزية)